# Кутерля (село)
Кутерля — село в Красногвардейском районе Оренбургской области. Входит в состав Подольского сельсовета. 

## География
Находится на расстоянии примерно 9 километров на юго-восток от районного центра села Плешаново.

## Население
Население составляло 303 человека в 2002 году (русские 71%), 227 по переписи 2010 года.

## История
Основано немцами-меннонитами в 1892 году.